# Grunow-Dammendorf
Grunow-Dammendorf é um município da Alemanha, situado no distrito de Oder-Spree, no estado de Brandemburgo. Tem 44,71 km² de área, e sua população em 2019 foi estimada em 510 habitantes.